# Triplice alleanza (1882)
La Triplice alleanza fu un patto militare difensivo stipulato il 20 maggio 1882 a Vienna dagli imperi di Germania e Austria-Ungheria (che già formavano la Duplice alleanza) e dal Regno d'Italia.
Inizialmente fu voluta principalmente dall'Italia desiderosa di rompere il suo isolamento dopo la conquista francese della Tunisia, alla quale anch'essa aspirava. Successivamente, con il mutarsi della situazione in Europa, l'alleanza fu sostenuta soprattutto dalla Germania desiderosa di isolare politicamente la Francia.
Nel 1914, allo scoppio della prima guerra mondiale, l'Italia, dopo un lungo percorso di avvicinamento e di accordi con la Francia, con il Regno Unito e con la Russia, in forza dell'articolo 4 del trattato, dichiarò la sua neutralità.
Nel 1915 la Triplice intesa propose all'Italia, in cambio della sua entrata in guerra contro l'Austria, ampliamenti territoriali a scapito di Vienna e una posizione di dominio nell'Adriatico. Lo stesso anno l'Italia rifiutò le inferiori proposte dei governi di Vienna e Berlino, denunciò la Triplice alleanza ed entrò nel conflitto contro l'Austria.
Il posto dell'Italia nella Triplice alleanza venne preso dall'Impero ottomano, che già da molti anni aveva instaurato buoni rapporti diplomatici con la Germania e l'Austria.

## La posizione dell'Italia

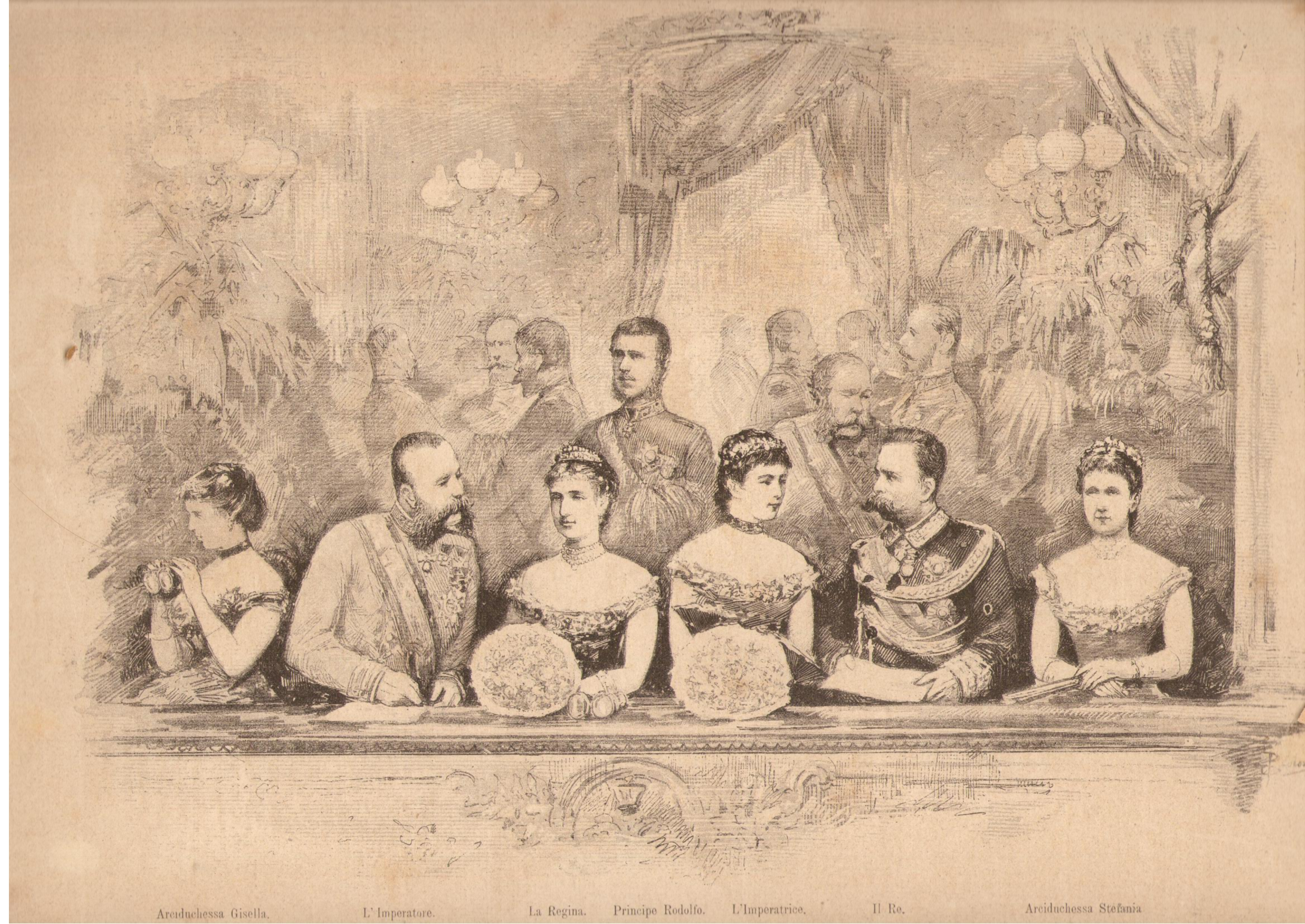
Umberto I di Savoia (secondo da destra) e Francesco Giuseppe (secondo da sinistra) a Vienna nel 1881. L'incontro fu il primo passo importante verso la Triplice alleanza.

Al termine delle tre guerre d'indipendenza, il Regno d'Italia si ritrovò senza alleati e nell'impossibilità di acquisire con mezzi pacifici i territori a maggioranza italiana dell'Impero austro-ungarico. Nel 1880 il governo italiano indirizzò quindi il suo espansionismo territoriale verso il Nordafrica, dirigendo le proprie aspirazioni verso la Tunisia e, in secondo luogo, verso la Tripolitania.
Registrata un'analoga pressione francese su Tunisi, nel 1880 la diplomazia italiana sollecitò Berlino per un'alleanza contro la Francia, ma il cancelliere tedesco Otto von Bismarck indirizzò gli italiani verso l'Austria, con la quale la Germania formava la Duplice alleanza e con la quale l'Italia intratteneva rapporti più difficili.
L'occupazione francese della capitale tunisina del 1881 trovò così l'Italia ancora isolata, tanto più che un mese dopo, nel giugno dello stesso anno, fu conclusa l'Alleanza dei tre imperatori tra Guglielmo I di Germania, Francesco Giuseppe d'Austria e Alessandro III di Russia. Tale accordo fece sentire ancora meno all'Austria la necessità di un trattato di neutralità con l'Italia.
Proprio in questo periodo, inoltre, il governo di Agostino Depretis venne a conoscenza che papa Leone XIII stava interpellando i ministri degli esteri stranieri a proposito di un loro possibile intervento per ripristinare il dominio dello Stato Pontificio. In tale circostanza l'appoggio dell'Austria, la nazione cattolica più prestigiosa, sarebbe stato di grande utilità per l'Italia, al fine di scoraggiare un'azione europea in aiuto del Pontefice. Un altro elemento a favore dell'alleanza con due potenze conservatrici consisteva per Roma nell'assicurare stabilità alla monarchia sabauda di fronte ai movimenti repubblicani di ispirazione francese..
A sostegno delle iniziative diplomatiche, fra il 21 e il 31 ottobre 1881 i sovrani del Regno d'Italia, il re Umberto I di Savoia e la consorte Margherita di Savoia, fecero visita a Vienna a quelli austriaci, l'imperatore Francesco Giuseppe ed Elisabetta di Baviera.
Gli argomenti a favore di un avvicinamento di Roma agli imperi centrali trovavano, però, scarsa accoglienza in buona parte della popolazione italiana. L'Austria era infatti ancora considerata il nemico dei moti risorgimentali. Anche Depretis era più propenso ad un'alleanza con Parigi che con Vienna e Berlino, ritenendo che l'episodio dell'occupazione della Tunisia tutto sommato non fosse grave. Il presidente del Consiglio osservava inoltre che gli interessi degli emigrati italiani in Francia meritavano altrettanta, se non maggiore, attenzione degli interessi in Tunisia.
Il ministro degli Esteri di Depretis, Pasquale Stanislao Mancini, era però favorevole ad un'alleanza con Bismarck, che a sua volta diffidava di Depretis, ritenendolo vicino alle idee del nuovo ministro degli Esteri francese Léon Gambetta. Ma Depretis agli inizi del 1882 si era già convinto della utilità di un'alleanza con gli imperi centrali, purché non implicasse una guerra con la Francia, prospettiva ovviamente accettata da Germania e Austria.

## La situazione internazionale

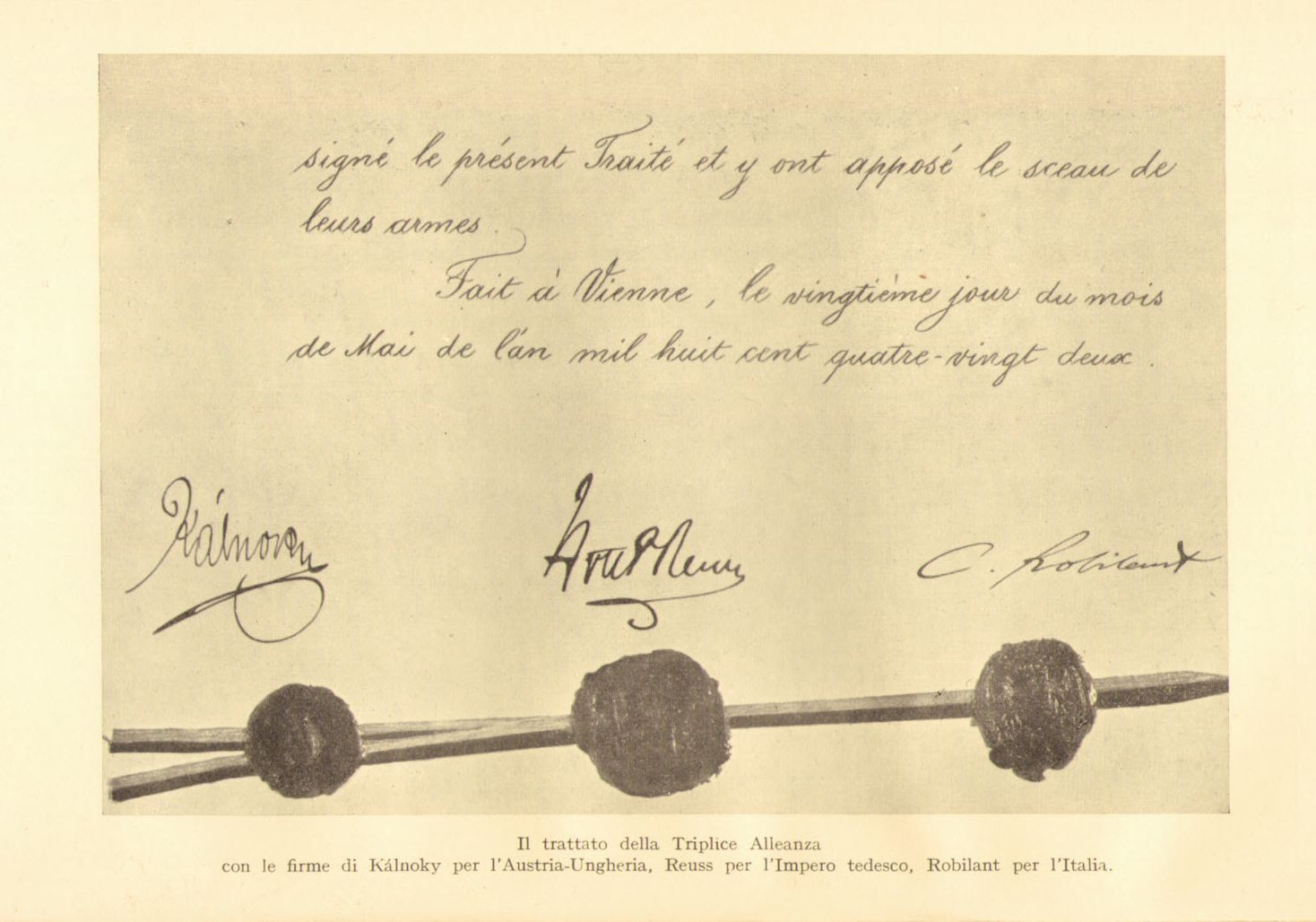
Le firme apposte in calce al trattato della Triplice del ministro degli Esteri austriaco Gustav Kálnoky, dell'ambasciatore tedesco Heinrich von Reuss (1825-1906) e dell'ambasciatore italiano Carlo di Robilant.

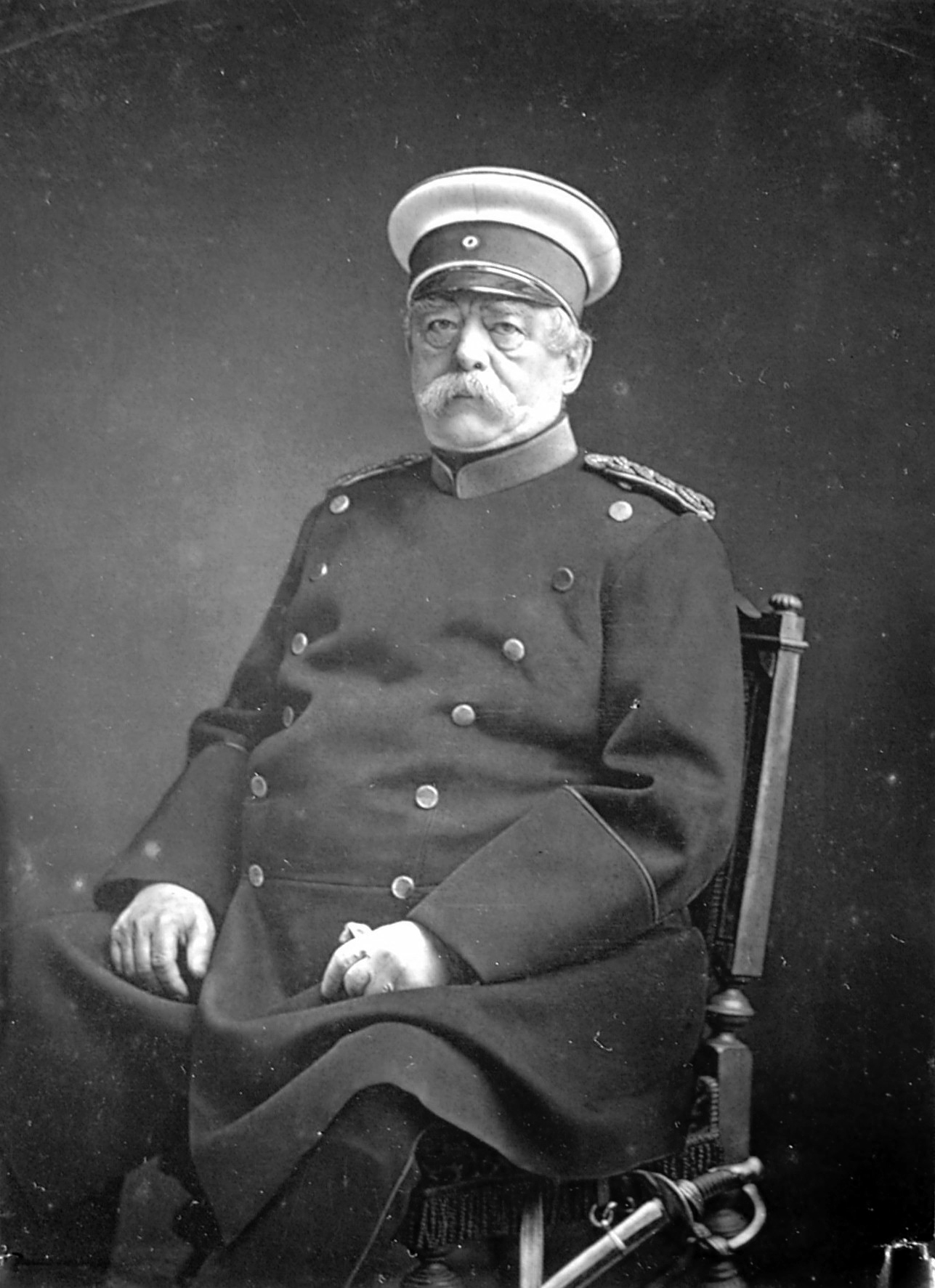
Otto von Bismarck, dapprima scettico, convinse poi l'Austria a stringere l'alleanza con l'Italia.

Il ruolo ambiguo che l'Austria avrebbe assunto nei confronti del Papa in caso di alleanza con l'Italia non piacque al ministro degli Esteri austriaco Gustav Kálnoky, che si rifiutò di accogliere le sollecitazioni che comunque venivano da Roma. Bismarck, invece, cominciava ad essere preoccupato per la situazione internazionale. Nel novembre 1881, infatti, Léon Gambetta, nominato Primo ministro, auspicò un'alleanza con la Russia e con la Gran Bretagna e, a più breve scadenza, una riconciliazione con l'Italia.
Bismarck temeva inoltre un cambiamento della situazione a San Pietroburgo, poiché nel gennaio 1882, a Varsavia, il generale Michail Dmitrievič Skobelev, eroe della guerra russo-turca, aveva rivolto ai polacchi un appello al panslavismo e il 17 febbraio a Parigi aveva pronunciato il suo più vibrante discorso. Così che il 28, Bismarck, nel timore (forse eccessivo) che i conservatori in Russia stessero perdendo terreno, sollecitò il ministro austriaco a riprendere i negoziati con l'Italia e a ottenere qualche risultato.
Di fronte all'iniziativa della Germania, Kálnoky cedette e, col consenso dell'imperatore Francesco Giuseppe, iniziò una trattativa con l'ambasciatore italiano Carlo di Robilant. I negoziati terminarono il 20 maggio 1882, giorno in cui fu firmato il primo trattato della Triplice alleanza.

## Il primo trattato della Triplice alleanza (1882)
L'accordo prevedeva il soccorso da parte di Germania e Austria all'Italia nel caso questa fosse stata attaccata dalla Francia. Si stabiliva anche che, nel caso una delle contraenti fosse stata attaccata da due o più potenze nemiche le altre due assicuravano il loro soccorso. Inoltre, nel caso che una delle potenze firmatarie, minacciata, fosse stata costretta a iniziare una guerra, si assicurava la neutralità benevola da parte delle altre due.
In questa prima stipulazione, l'Italia ottenne l'inserimento di un accordo aggiuntivo – conosciuto come «dichiarazione Mancini» – che vincolava le potenze firmatarie a non rivolgere le norme del trattato contro la Gran Bretagna. Ciò a causa del pericolo per l'Italia della potenza navale inglese nel Mediterraneo.
Con questo accordo la Germania scongiurava il pericolo di un avvicinamento della Francia all'Italia, e l'Austria poteva sperare in un raffreddamento dei moti irredentisti nei territori a maggioranza italiana in suo possesso. Speranza che trovò eco nelle parole del ministro degli Esteri italiano Mancini, che, dopo l'impiccagione del patriota Guglielmo Oberdan del dicembre 1882, dichiarò: «Perché a motivo del fatto che alcuni territori austriaci sono italiani noi dovremmo pretenderli? Noi dovremmo allora avanzare simili proposte alla Francia e all'Inghilterra a cui appartengono Nizza, la Corsica e Malta». In aggiunta, per un certo periodo, il governo italiano frenò ufficialmente le più evidenti manifestazioni nazionalistiche.

## Il secondo trattato della Triplice alleanza (1887)

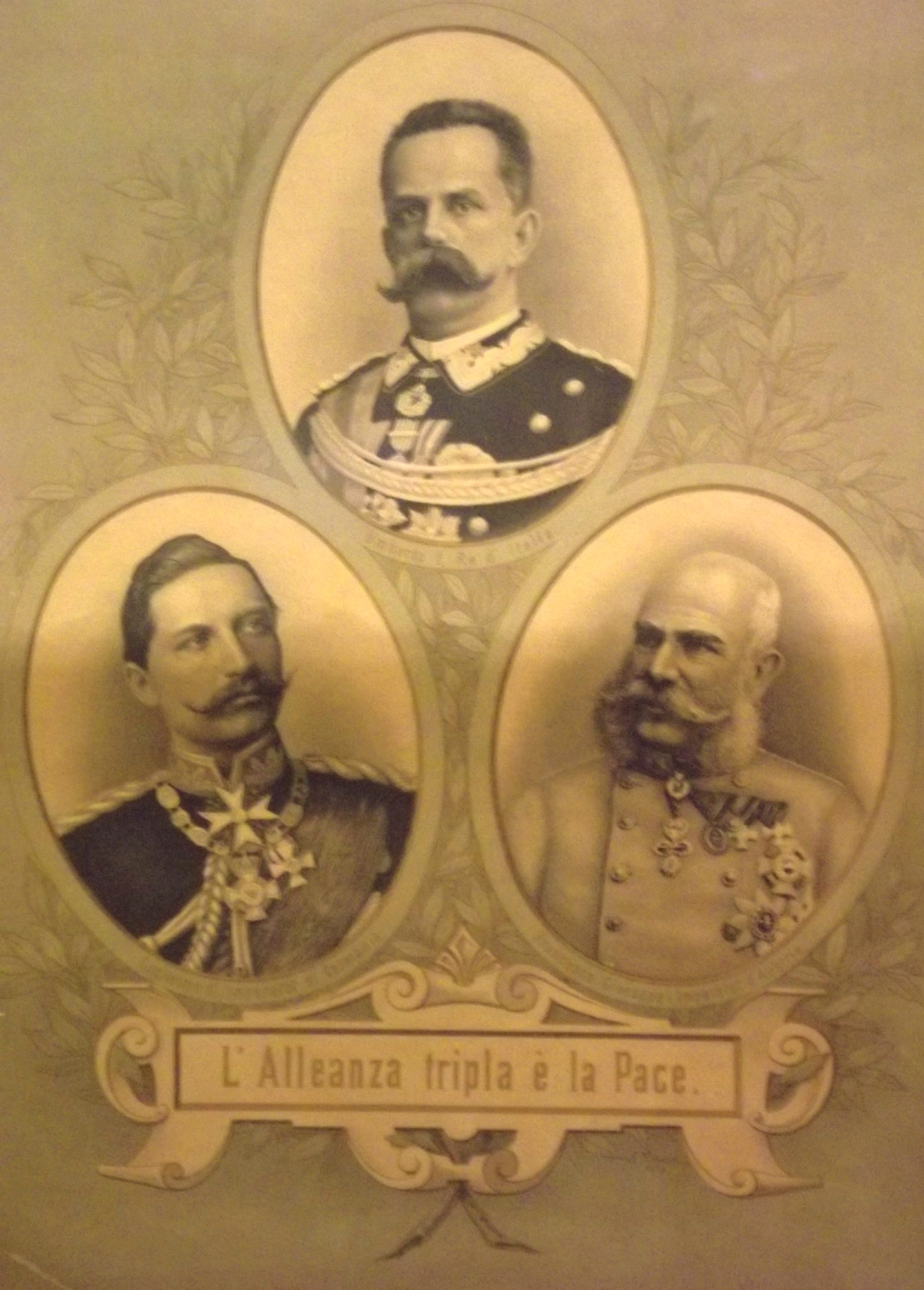
Una stampa italiana che celebra l'accordo sottolineandone la formula difensiva: "L'Alleanza tripla è la pace".

Al momento del rinnovamento dell'alleanza, cinque anni dopo, a causa della crisi bulgara che portò ai ferri corti Austria e Russia, la situazione internazionale appariva così fosca da far temere l'imminente scoppio di una guerra.
La Triplice alleanza, d'altro canto, aveva ottenuto risultati modesti. Era malcontenta l'Italia per la mancata restituzione a Roma della visita di re Umberto I a Vienna, erano poco soddisfatte Germania e Austria per l'irredentismo italiano, rinfocolato da espressioni come la commemorazione fatta dal presidente del Senato Sebastiano Tecchio nel 1884 del poeta patriota Giovanni Prati dopo la sua morte; oltre che per l'occupazione italiana di Massaua, avvenuta nel febbraio 1885 su consiglio degli inglesi e ad insaputa degli alleati. In quella occasione da parte austriaca fu comunicato all'Italia che ci si aspettava che essa si ritirasse all'unisono con il ritiro della Gran Bretagna dall'Egitto.
Ma Roma volle sfruttare appieno la crisi dei rapporti fra Austria e Russia e quindi l'inaspettata debolezza di Vienna. Il nuovo ministro degli Esteri, l'ex ambasciatore Carlo di Robilant, era deciso a far sì che l'alleanza, al momento del rinnovo, offrisse maggiori vantaggi all'Italia. Kálnoky, ancora in carica, affermò invece che l'Austria avrebbe soltanto acconsentito al rinnovo del trattato del 1882, senza modificarlo.

### I patti bilaterali di Bismarck
Fu la Germania che trovò il modo di far accettare all'Austria le proposte italiane. Il cancelliere Bismarck ricorse, infatti, ad un ingegnoso espediente, proponendo che il trattato originale venisse mantenuto, ma completato da patti bilaterali.
Il primo patto, fra Italia e Austria, definiva che nel caso una delle due potenze si fosse vista nella necessità di effettuare un'occupazione nei Balcani, tale occupazione non avrebbe avuto luogo che dopo un accordo con l'altra potenza. L'accordo avrebbe avuto lo scopo di stabilire compensi a favore della firmataria non occupante per ogni vantaggio che l'occupante avesse ottenuto in più dello status quo ante.
In caso di espansione austriaca nei Balcani, quindi, l'Italia avrebbe potuto rivendicare territori subalpini degli Asburgo, benché l'Austria pensasse di accontentare l'Italia solo con qualche concessione in Albania.
Il secondo patto assicurava invece all'Italia, in caso di una sua guerra contro la Francia, l'intervento a suo favore della Germania anche nell'eventualità di un conflitto nel Mediterraneo; e impegnava (implicitamente) Berlino a fare di tutto per riservare la Corsica, Tunisi e Nizza all'Italia nell'eventualità di una disfatta francese.
Con il sistema dei patti bilaterali l'Austria non solo non si sarebbe dovuta impegnare in difesa delle questioni mediterranee dell'Italia, ma avrebbe anche potuto evitare l'ingerenza della Germania in questioni interpretative del patto fra Vienna e Roma sui Balcani. Seppure malvolentieri, di fronte alla crisi internazionale e a seguito delle pressioni di Bismarck, Kálnoky accettò il progetto e il 20 febbraio 1887 vennero firmati a Berlino i documenti diplomatici.
Il 18 giugno dello stesso anno, Germania e Russia, come conseguenza della crisi di rapporti fra San Pietroburgo e Vienna firmavano il trattato di controassicurazione.

## Il terzo Trattato della Triplice alleanza (1891)

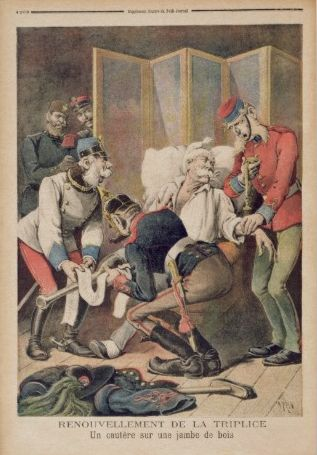
Vignetta francese che ironizza sulla cattiva salute della Triplice alleanza: Austria e Germania soccorrono l'Italia mentre la Gran Bretagna le controlla il polso. Russia e Francia assistono in disparte.

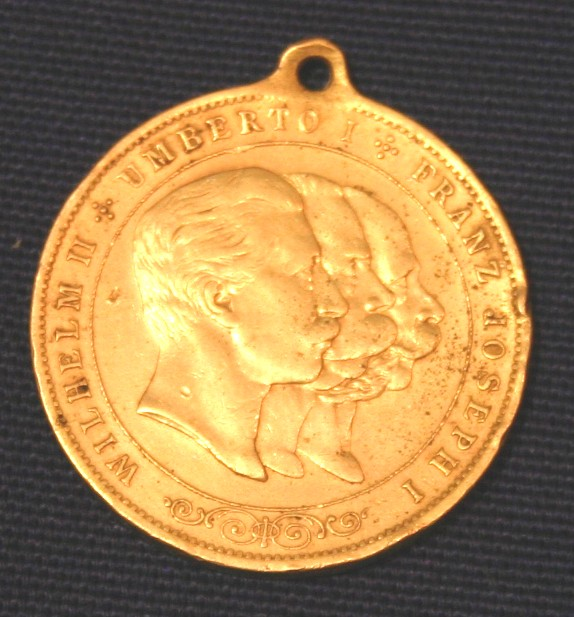
Medaglia celebrativa della Triplice alleanza. Sul diritto, i profili di Guglielmo II, Umberto I e Francesco Giuseppe.

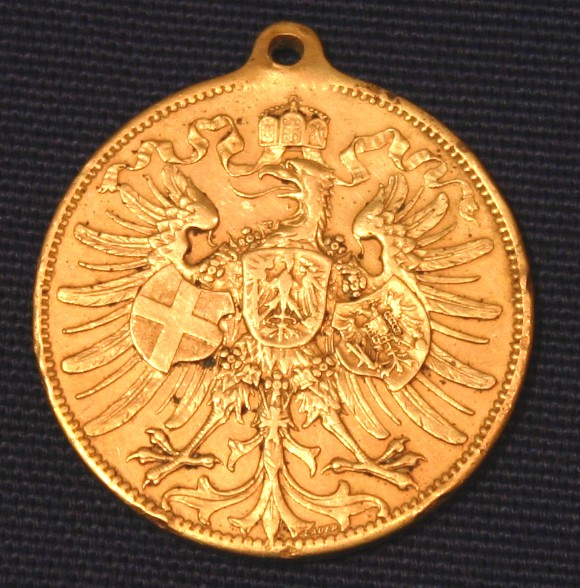
Sul rovescio, l'aquila accoglie gli stemmi di Italia, Germania e Austria.

Nel 1888 salì al trono di Germania Guglielmo II, che costrinse Bismarck alle dimissioni e nominò cancelliere Leo von Caprivi.
Presidente del consiglio italiano era Francesco Crispi, che nel 1889, triplicista convinto, vedeva ancora nella Francia un potenziale aggressore. In quell'anno egli chiese un appoggio navale dell'Austria in caso di attacco francese nel Mediterraneo. Ma Vienna era contraria a qualsiasi azione diplomatica che incoraggiasse le aspirazioni italiane in Nordafrica. Se infatti l'Italia avesse attaccato i possedimenti turchi in Libia avrebbe messo in pericolo la stabilità dell'Impero ottomano e incoraggiato la Russia ad espandersi nei Balcani.
Nonostante ciò, Crispi, pur auspicando un più giusto trattamento degli italiani nei territori austriaci, si dimostrò contrario agli irredentisti più estremisti. Vennero sciolte associazioni antiaustriache, si impedì la raccolta di fondi per la costruzione di un monumento a Dante a Trieste ed il ministro delle Finanze Federico Seismit-Doda, di origine dalmata, fu costretto a dimettersi per la sua mancata replica durante una riunione in cui furono pronunciati discorsi antiaustriaci.
Ma il 31 gennaio 1891 il governo Crispi cadde. Gli succedette quello del capo della Destra, il marchese Antonio di Rudinì, ritenuto un francofilo, che dichiarò alla Camera di voler eliminare ogni diffidenza nelle relazioni con la Francia ma anche di voler serbare “fede salda e sicura” nelle alleanze vigenti.

### Il nuovo articolo 7 della Triplice
Il rinnovamento della Triplice alleanza, per iniziativa di Roma, fu attivato un anno prima della scadenza e consistette, sempre su proposta italiana, nell'inserire i due patti bilaterali del 1887 (quello italo-austriaco e quello italo-tedesco) nel testo del trattato, di modo da dar loro una validità definitiva e un tacito rinnovamento nel tempo.
Vienna non fece obiezioni e il patto italo-austriaco sui compensi nel caso di espansione di una delle parti nei Balcani divenne il famoso articolo 7 della Triplice alleanza, la cui interpretazione scatenerà polemiche fra Vienna e Roma durante la crisi bosniaca e la crisi di luglio.
Più difficile fu la trattativa con la Germania che avrebbe dovuto appoggiare l'Italia in caso di conflitto con la Francia nel Mediterraneo per tutta la durata dell'alleanza. Il riavvicinamento politico fra Russia e Francia convinse però il nuovo cancelliere Caprivi a cedere. La Germania si impegnò così in modo definitivo (articolo 10) a dichiarare guerra alla Francia nel caso che l'esercito francese avesse invaso territori nordafricani rivendicati dall'Italia e quest'ultima si fosse trovata costretta a dichiarare guerra alla Francia.

### Le aspirazioni colonialiste dell'Italia
Inoltre, un articolo completamente nuovo, il 9, dava l'impulso definitivo all'espansionismo coloniale italiano, impegnando la Germania a sostenere l'Italia nell'eventualità di azioni belliche di quest'ultima in Cirenaica, Tripolitania o Tunisia.
Il presidente del Consiglio Rudinì aveva chiesto che fra le regioni comprese nella sfera d'influenza italiana ci fosse stato anche il Marocco, ma poi su questo punto cedette. Accettò poi sul piano generale la proposta di Kálnoky di dare al trattato la durata di sei anni e una proroga di altri sei se non denunciato un anno prima della scadenza. La firma del rinnovo avvenne a Berlino il 6 maggio 1891.
Ad ogni rinnovamento l'Italia si scopriva politicamente più forte rispetto alle alleate e ciò era dovuto al fatto che la Triplice si isolava sempre più rispetto alle altre potenze. Proprio come temeva Caprivi, infatti, la Francia ottenne un importante successo diplomatico: nell'agosto dello stesso 1891 a San Pietroburgo veniva firmato il primo accordo preliminare tra Francia e Russia, che si sviluppò l'anno dopo nell'alleanza fra le due potenze. La Triplice avrebbe da questo momento, in caso di ostilità, combattuto una guerra su due fronti.

## Il rinnovo senza modifiche del 1896

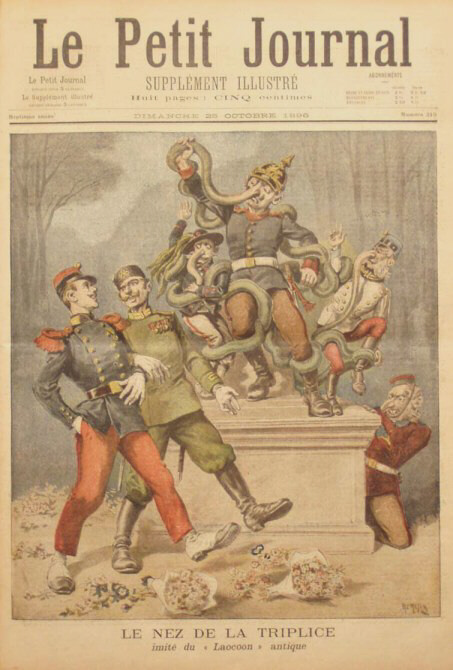
La copertina di un numero del Petit Journal del 1896. La Triplice è imbrigliata alla maniera del Laocoonte, mentre Francia e Russia passeggiano sicure della loro recente alleanza.

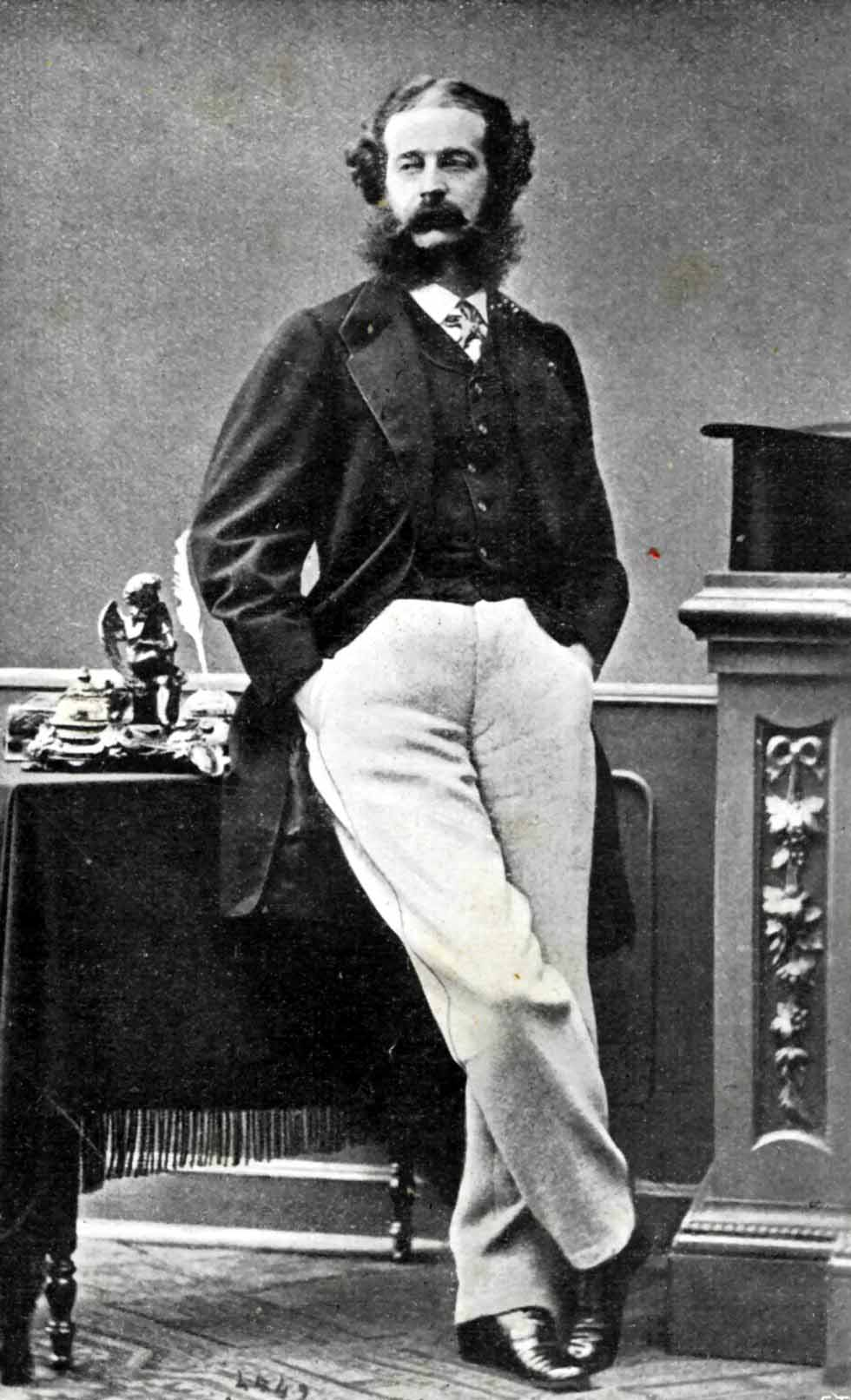
Il ministro degli Esteri Emilio Visconti Venosta, con il quale l'Italia cessò di vedere la Francia come un nemico.

Il nuovo corso della politica coloniale italiana portò alla catastrofe di Adua del marzo 1896 che, oltre ad eliminare il presidente del Consiglio Francesco Crispi dalla scena politica, diede un duro colpo al prestigio dell'Italia. La situazione si ripercosse inevitabilmente sulle relazioni all'interno della Triplice.
Il nuovo governo Rudinì comunicò il 30 marzo a Vienna e Berlino la proposta di recuperare la dichiarazione ministeriale italiana del 1882 allegata al primo trattato della Triplice. Essa escludeva per l'Italia una guerra con la Gran Bretagna, in qualsiasi circostanza. La motivazione della richiesta italiana fu che, ove la Gran Bretagna si fosse alleata alla Francia, l'Italia non avrebbe potuto assumersi il compito di muovere guerra sulle Alpi Occidentali e simultaneamente difendere le coste dagli attacchi della marina inglese.
Berlino, nella figura del cancelliere Chlodwig Hohenlohe, rifiutò decisamente dichiarando che un'azione comune anglo-russa o anglo-francese usciva dai limiti del verosimile. In realtà ciò che la Germania voleva era che non si ponessero limitazioni agli obblighi dell'alleanza. Il 3 aprile Rudinì comunicò al ministro degli Esteri tedesco, Bernhard von Bülow, che cedeva alle ragioni del Cancelliere e considerava chiusa la questione.
Ma agli austriaci non sfuggì la circostanza che, proprio in occasione della sconfitta di Adua, Roma sembrò guardare con maggiore interesse ai Balcani e attribuirono a questo nuovo corso il matrimonio dell'erede al trono Vittorio Emanuele che Il 24 ottobre 1896 si unì a Jelena Petrović Njegoš, principessa del Montenegro. Ciò provocò non poca ostilità nei circoli anti-italiani a Vienna.
Riuscì invece all'Italia di migliorare sensibilmente le relazioni con la Francia. Nel dicembre del 1900 il ministro degli Esteri Emilio Visconti Venosta, già del secondo governo Rudinì e ora nel governo di Giuseppe Saracco, concluse un importante accordo con Parigi. Esso stabiliva che in cambio del via libera di Roma alla colonizzazione francese del Marocco, Parigi concedeva il nulla osta per l'eventuale occupazione italiana della Libia. La Francia aveva cessato di essere il pericolo che aveva immaginato Francesco Crispi.

## Il quarto trattato della Triplice alleanza (1902)

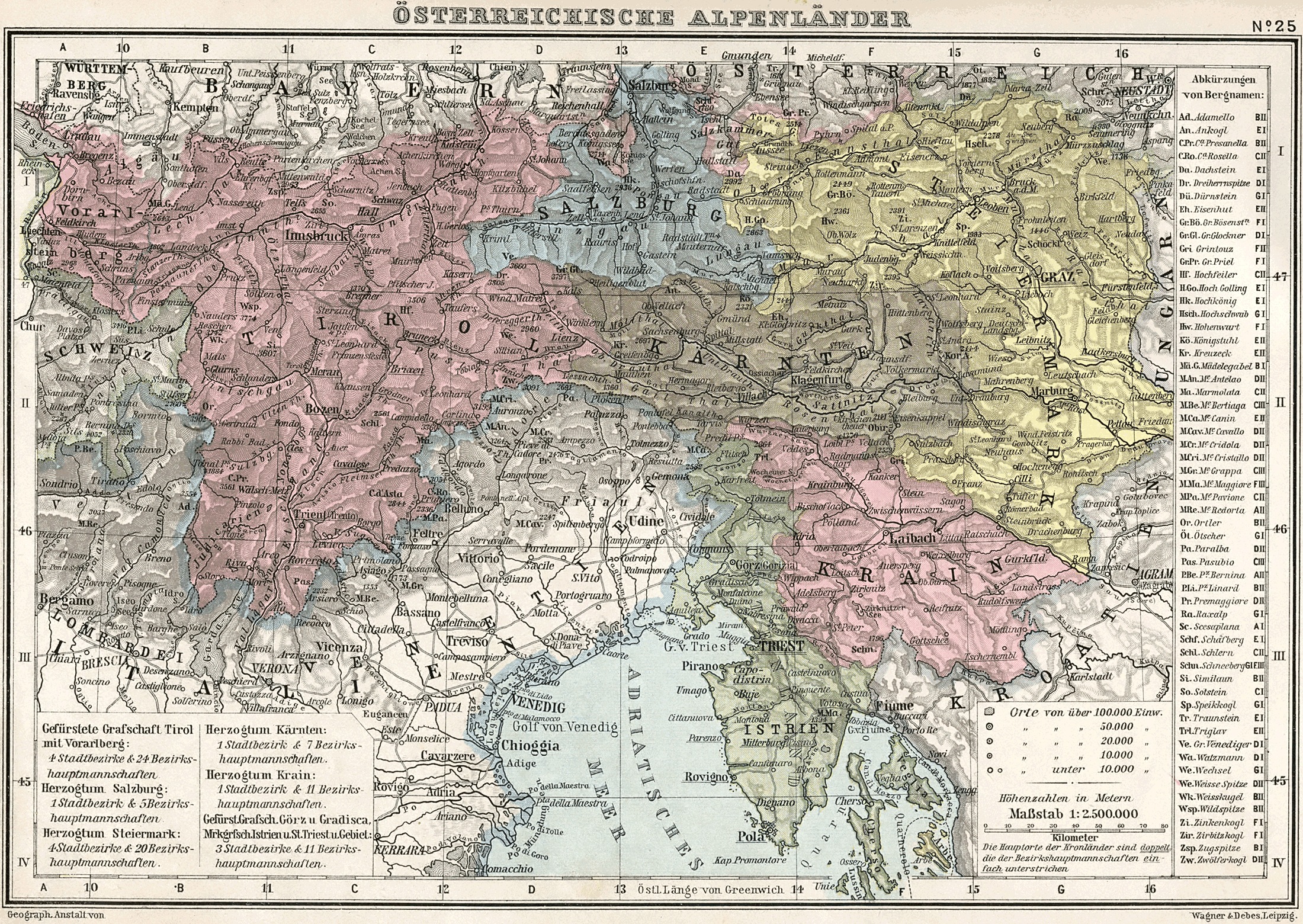
Il confine italo-austriaco all'epoca della Triplice alleanza.

Il 29 luglio del 1900 moriva a Monza, a seguito di un attentato, il re d'Italia Umberto I. Gli succedeva il figlio Vittorio Emanuele, moderatamente diffidente nei confronti dell'Austria.
Con il governo di Giuseppe Zanardelli, francofilo e indulgente all'irredentismo, nel febbraio 1901, fu nominato ministro degli Esteri Giulio Prinetti, un industriale lombardo che nel 1891 aveva detto alla Camera che non avrebbe potuto dare il suo voto al governo Rudinì se questo avesse rinnovato la Triplice. Tali elementi, uniti ai commenti della stampa francese sulla visita fatta nel 1901 da una squadra navale italiana a Tolone, dove il Duca di Genova consegnò al Presidente francese Loubet il collare dell'Annunziata, destarono in Germania un'impressione molto sfavorevole.

### Le richieste di Prinetti
Ciononostante, nel gennaio 1902, Prinetti dichiarò di essere pronto ad iniziare le trattative per il rinnovo dell'alleanza. Il cancelliere tedesco Bernhard von Bülow preoccupato (più di quanto apparisse) dei successi della diplomazia francese in Italia, si preparò a non mutare nulla del trattato considerando che lo spauracchio di un rinfocolarsi della questione romana avrebbe costretto l'Italia a rinunciare a nuove concessioni.
Senonché Prinetti non era proprio disposto a rinnovare il trattato senza apportarvi modifiche: egli voleva trascinare le due alleate, con un articolo specifico, alla dichiarazione di disinteressarsi di ogni azione dell'Italia in Libia. Suo intento era inoltre quello di portare la Triplice a contrastare lo Zar nel caso questi avesse acquisito successi nei Balcani, stringendo così l'Italia nella morsa dell'alleanza franco-russa. Ma Vienna e Berlino si rifiutarono di concedere alcunché a Prinetti.
Solo dopo un ridimensionamento delle richieste italiane, il ministro degli Esteri austriaco Agenor Maria Gołuchowski accettò di allegare una dichiarazione al trattato che, senza modifiche nel testo principale, fu così rinnovato il 28 giugno 1902 a Berlino. Nella dichiarazione «il Governo austro-ungarico, non avendo interessi speciali da salvaguardare in Tripolitania e Cirenaica [è deciso] a non intraprendere nulla che possa ostacolare l'azione dell'Italia» nelle suddette regioni.
Roma, dopo un parziale riconoscimento delle sue mire sulla Libia da parte della Gran Bretagna, della Francia e della Germania, riceveva ora, sulla stessa questione, anche l'assenso dell'Austria.

### L'accordo di neutralità fra Italia e Francia

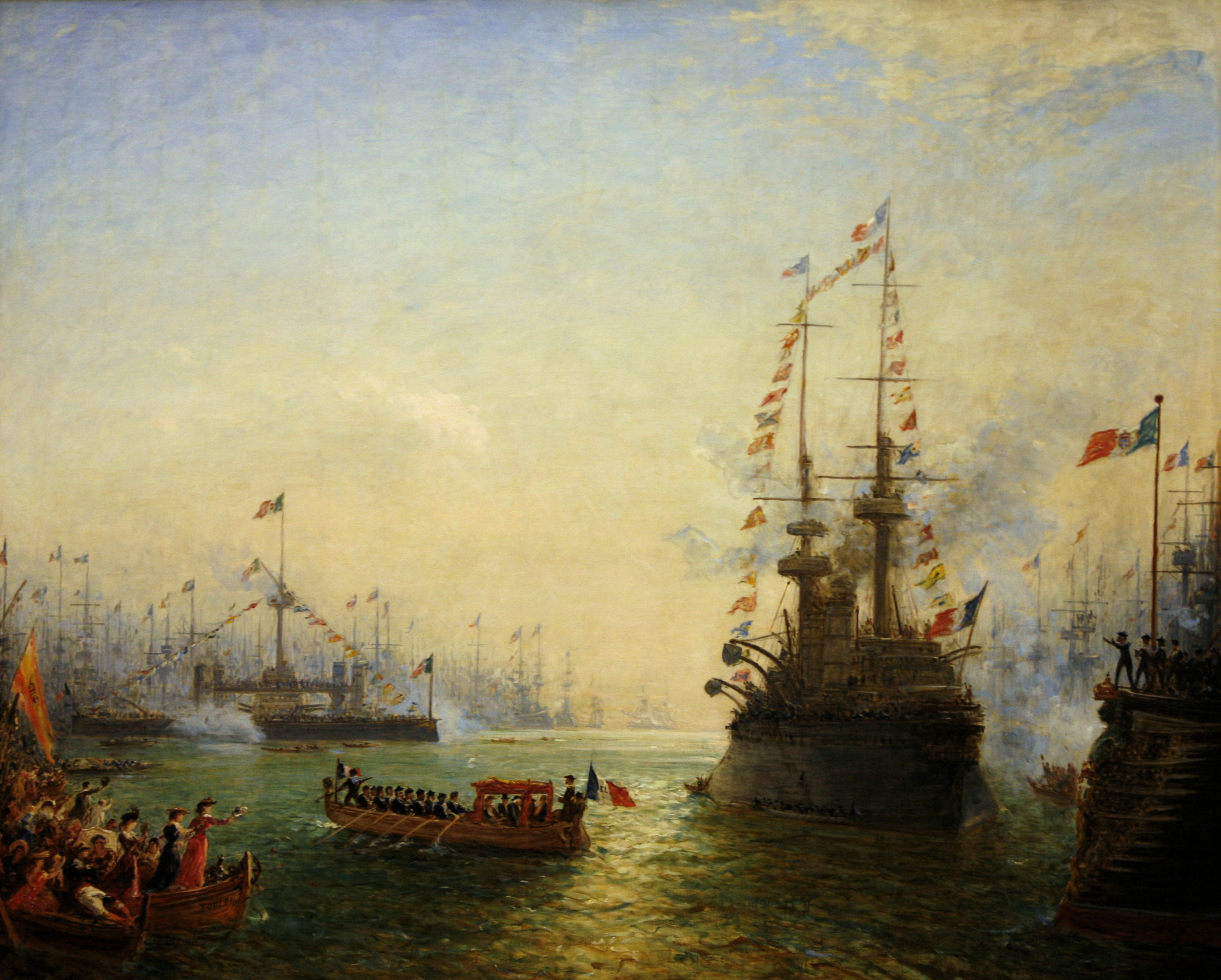
Il presidente francese Émile Loubet visita una squadra navale italiana a Tolone nell'aprile del 1901.

Ma Prinetti si spinse oltre. Probabilmente anche a causa del rifiuto da parte degli alleati di accettare tutte le sue richieste, nel luglio del 1902 strinse un accordo segreto con Parigi. Roma promise, in virtù del fatto che la Triplice era un'alleanza difensiva, che l'Italia non avrebbe partecipato ad una guerra contro la Francia nel caso che la Germania l'avesse attaccata direttamente, ma anche nel caso in cui la Francia avesse attaccato la Germania dopo una provocazione tedesca.
L'accordo, su quest'ultima circostanza, risultava in contrasto con lo spirito di mutualità della Triplice ma non con la lettera del trattato, che prevedeva agli articoli 2 e 3 l'intervento delle alleate a favore della parte aggredita solo in assenza di provocazione da parte di quest'ultima. A richiesta della Francia, Prinetti fornì anche alcuni esempi storici di ciò che il governo italiano intendeva per “provocazione”. In cambio, la Francia assicurava la sua neutralità in caso analogo. Ma l'unico caso corrispettivo e verosimile di aggressione all'Italia consisteva, solo, in un attacco dell'Austria.

## La crisi fra Italia e Austria

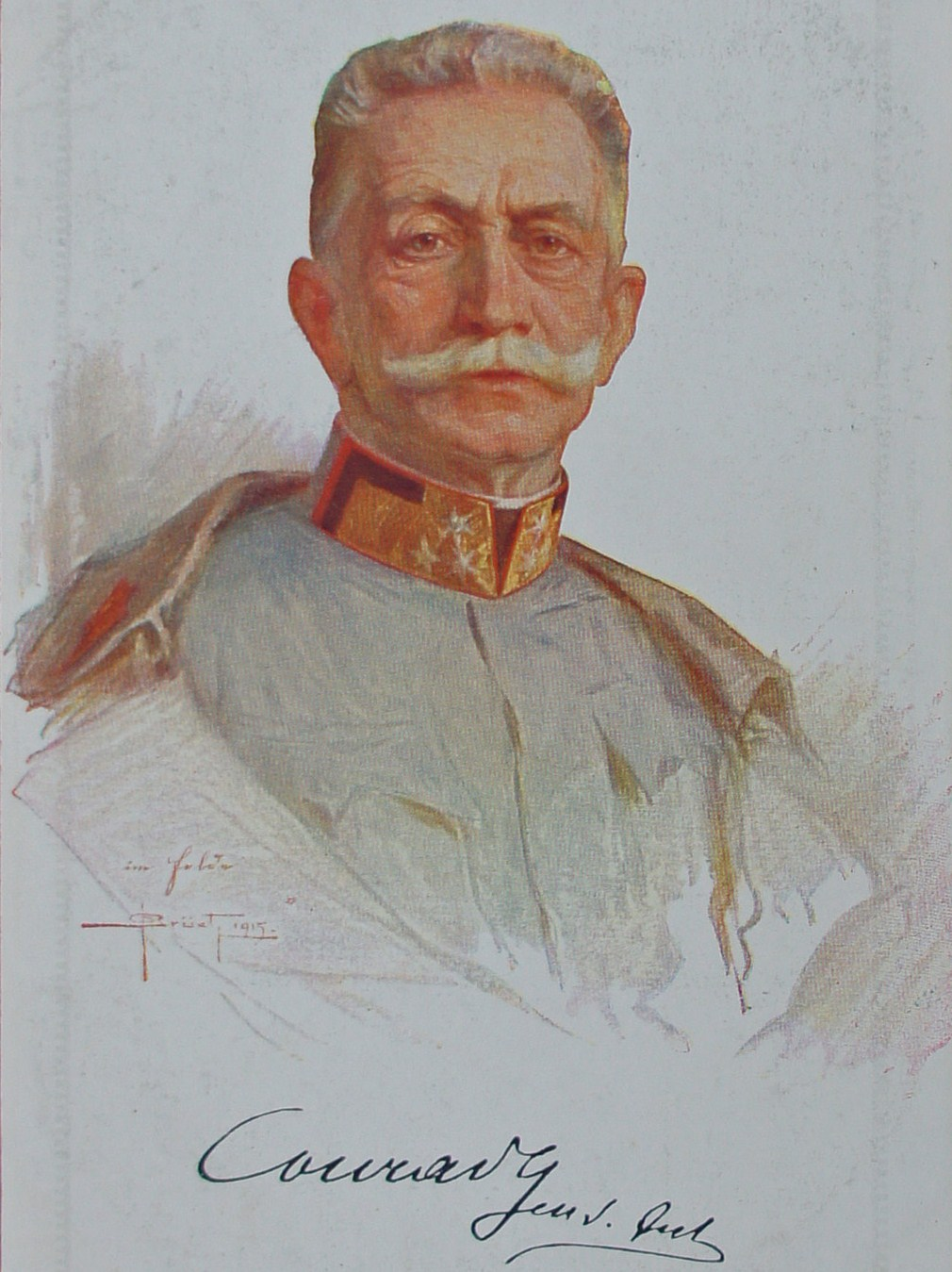
Il generale austriaco Franz Conrad von Hötzendorf considerava l'Italia una nazione pericolosa.

La crisi fra Italia e Austria si evidenziò proprio nel 1902, quando re Vittorio Emanuele III, in procinto di partire per le capitali europee, omise intenzionalmente Vienna dal suo itinerario. La motivazione fu che Francesco Giuseppe non aveva restituito la visita di re Umberto I e quindi non avrebbe restituito neanche la sua. In effetti, alcuni diplomatici austriaci avevano fatto pressione per una visita dell'Imperatore a Roma, ma il vecchio monarca, devoto cattolico, non aveva voluto, ritenendo che la sua visita di Stato in Italia avrebbe addolorato papa Leone XIII, perché avrebbe riconosciuto Roma quale capitale d'Italia.

### I segnali in campo culturale
Molto più indicativi dello stato d'animo nazionale erano i ricorrenti atteggiamenti anti-austriaci della popolazione italiana. Un dramma teatrale scritto da Gerolamo Rovetta nel 1901, Romanticismo, che esaltava i patrioti lombardi in lotta contro il dominio austriaco prima del 1859, fu accolto entusiasticamente dal pubblico italiano: gli spettatori lasciavano i teatri acclamando “Viva l'Italia! Viva Trento e Trieste!”, senza alcun intervento del governo.
Su Mare Nostro, organo della Lega navale italiana, si affermava che il Mare Adriatico doveva diventare un lago italiano, e la sensazionale opera teatrale di Gabriele D'Annunzio, La Nave (1908), riprendeva questo ideale, esercitando una vigorosa influenza sui sentimenti anti-austriaci. È degna di nota la circostanza per cui alla prima rappresentazione del dramma di D'Annunzio a Roma, fossero presenti re Vittorio Emanuele III e la consorte Elena di Montenegro i quali, al termine dello spettacolo, si congratularono con l'autore.

### Il discorso di Fortis e i timori dell'Austria

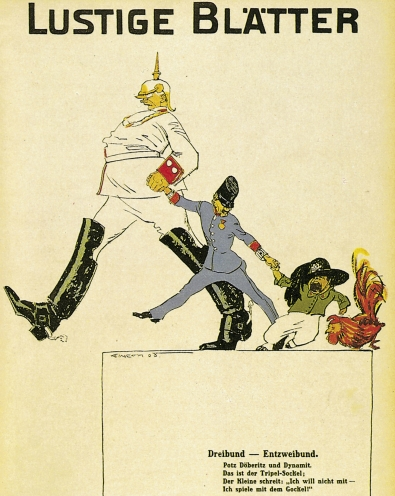
La situazione vista dal giornale berlinese Lustige Blätter: La Germania trascina il ragazzo austriaco mentre il bimbo italiano fa i capricci per rimanere con il gallo francese.

Anche il Parlamento italiano non aveva più remore. L'ex presidente del consiglio Alessandro Fortis il 3 dicembre 1908, a proposito dell'annessione della Bosnia da parte dell'Austria, parlò della strana situazione per la quale l'Italia non aveva da temere la guerra che da una potenza alleata; e concluse dichiarando: «È d'accordo il Paese tutto nel volere che il governo domandi il sacrificio che occorre per preparare la nostra difesa». Giovanni Giolitti, presidente del Consiglio, si levò dal suo posto e andò ad abbracciare Fortis. Il gesto fu amaramente notato in Austria. Antonio Salandra (futuro presidente del Consiglio) commentò nelle sue memorie: «Da noi i maligni dissero che Giolitti s'era mosso a freddo per non restare isolato fra la Camera plaudente».
D'altro canto, in Austria si era costituito un gruppo influente di personalità politiche e militari che, facendo capo al feldmaresciallo Franz Conrad von Hötzendorf e all'erede al trono Francesco Ferdinando, riteneva l'Italia una nazione pericolosa che presto si sarebbe rivoltata contro l'Austria e che bisognava preventivamente attaccare.
Vienna era preoccupata anche per le mire italiane al di là dell'Adriatico, preoccupazioni che erano aumentate con il matrimonio fra Vittorio Emanuele III e Elena di Montenegro. Se l'Italia si fosse impossessata anche di un solo porto balcanico all'ingresso dell'Adriatico avrebbe potuto, possedendo entrambe le sponde, tentare con successo di chiudere il Mare alle navi austriache.

## Fra il quarto e il quinto trattato (1902-1912)

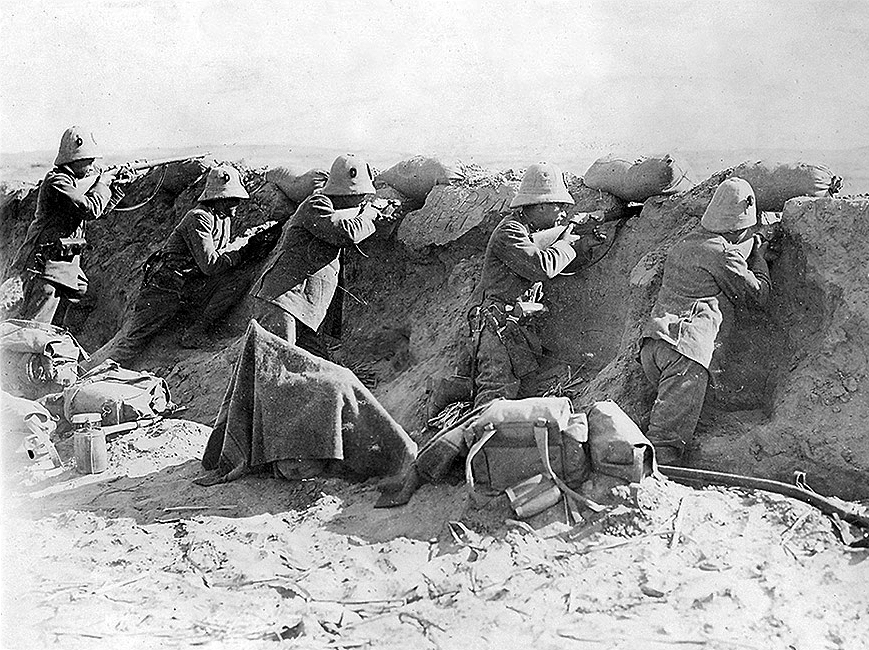
La posizione dell'Italia nella Triplice le consentì di avere il nulla osta delle potenze per l'occupazione della Libia.

Fra il 1902 e il 1912 (nel 1908 la Triplice fu rinnovata senza modifiche) si verificarono una serie di importanti avvenimenti che condussero progressivamente l'Europa verso la prima guerra mondiale.

### L'accordo di neutralità fra Austria e Russia
Il 15 ottobre 1904 Austria e Russia firmarono un accordo segreto secondo il quale non sarebbero intervenute in una guerra l'una contro l'altra. Ciò a patto che la parte in guerra si fosse trovata a combattere da sola con una terza potenza non provocata che avesse voluto alterare lo status quo.
Poiché tale accordo non poteva essere applicato nei Balcani e poiché l'Austria ne diede comunicazione a Berlino e non a Roma, è ragionevole pensare che con questa intesa l'Austria volesse coprirsi le spalle in caso di una eventuale guerra contro l'Italia. L'accordo era tuttavia limitato al periodo di tempo in cui Austria e Russia si sarebbero occupate, in accordo, delle questioni dell'Impero Ottomano.

### Verso la crisi mondiale
Nello stesso 1904 nasceva la Entente cordiale tra Francia e Gran Bretagna. Nel 1906, dopo la crisi di Tangeri, alla conferenza di Algeciras la Francia non osteggiata dall'Italia, che si distinse in questo da Germania e Austria, incassava un importante successo per il controllo del Marocco. Nel 1907 con l'accordo anglo-russo per l'Asia si costituiva, in pratica, la Triplice intesa.
Nel 1908 l'Austria si annetteva la Bosnia, peggiorando notevolmente i rapporti con Serbia, Russia e, in misura minore, con l'Italia; la quale l'anno dopo, nell'accordo segreto di Racconigi con la Russia, riceveva garanzie sui Balcani e la benevolenza di San Pietroburgo ad un'invasione della Libia.
Nel 1911 scoppiava, alla fine, la guerra italo-turca che, gestita a livello diplomatico dal ministro degli Esteri Antonino di San Giuliano, terminava con l'annessione della Libia l'anno dopo. Anche in questa occasione le differenze di vedute fra Italia e Austria non mancarono di manifestarsi. Mentre sempre più virulenta si faceva la crisi di rapporti fra Gran Bretagna e Francia da un lato e Germania dall'altro (crisi di Agadir).

## Il quinto trattato della Triplice alleanza (1912)

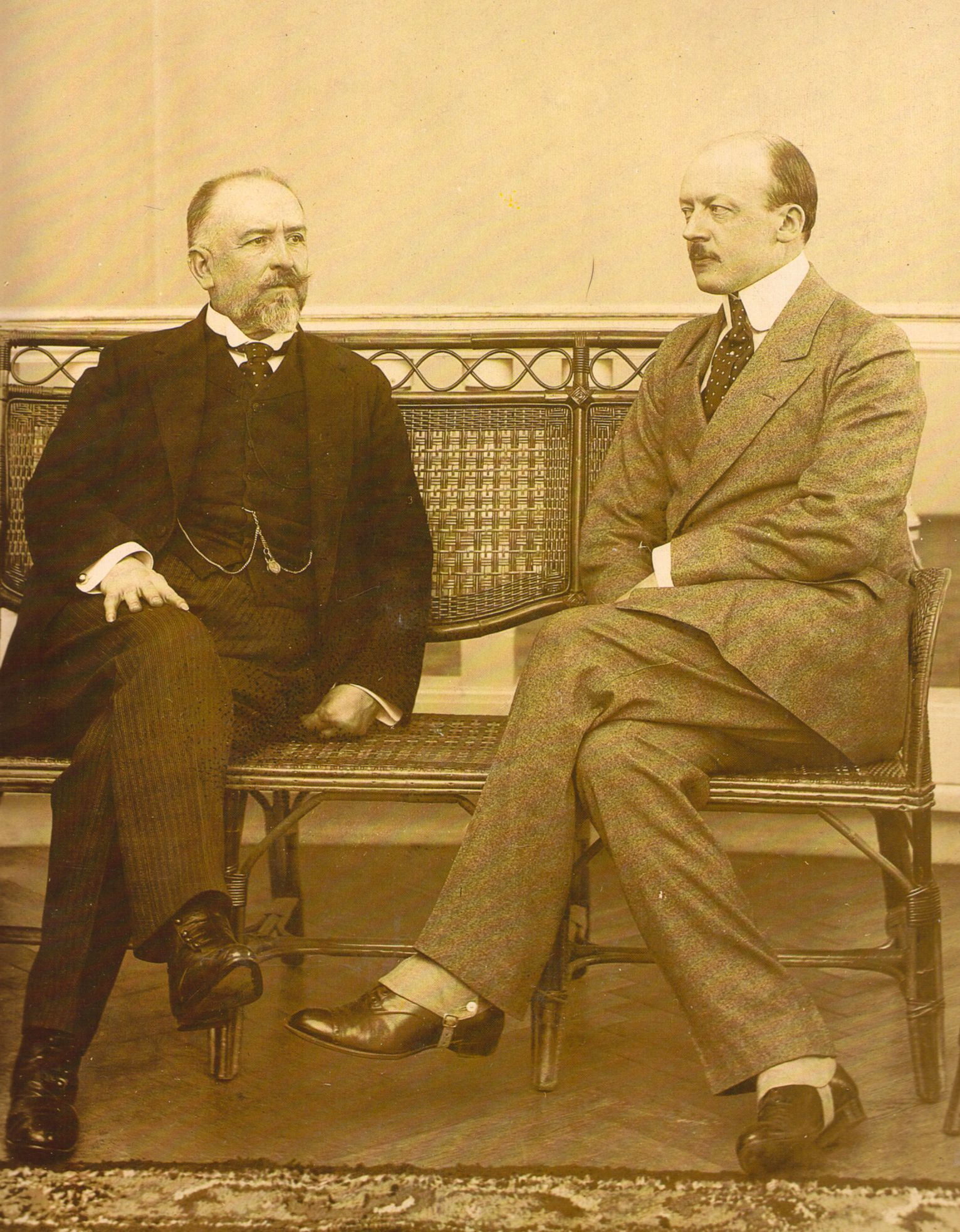
Il ministro degli Esteri italiano Antonino di San Giuliano (a sinistra) e quello austriaco Leopold Berchtold trattarono l'assetto politico e la difesa della nascente Albania.

Che l'Italia stesse diventando un nemico per l'Austria era sufficientemente dimostrato dai preparativi che venivano fatti per terra e per mare contro Vienna: venivano migliorate le difese alla frontiera e si impiantavano tracciati ferroviari stabiliti strategicamente. Il capo di stato maggiore austriaco Conrad von Hötzendorf richiese urgentemente il rafforzamento delle frontiere meridionali, ma il ministro degli Esteri Alois von Aehrenthal, che non era d'accordo con le sue idee italofobe, pose il suo veto.
D'altro canto, così si giustificò nelle sue memorie il presidente del Consiglio dell'epoca, Giovanni Giolitti, sull'opportunità da parte dell'Italia di rinnovare ancora il trattato della Triplice nel 1912:

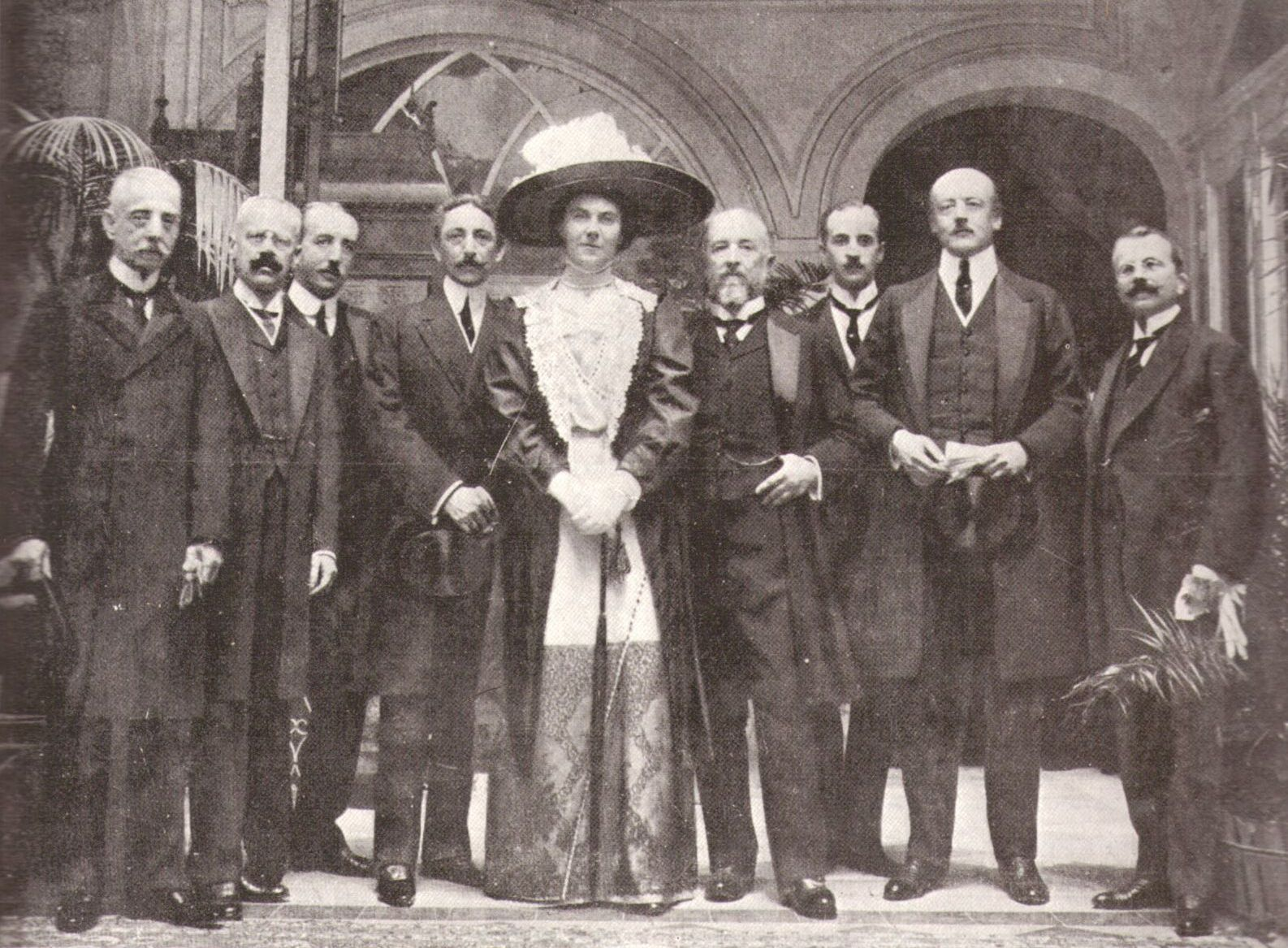
Convegno di San Rossore (Pisa) del 22 ottobre 1912 per il rinnovo della Triplice alleanza. Da sinistra: l'ambasciatore italiano in Austria-Ungheria Giuseppe Avarna, l'ambasciatore austriaco in Italia Kajetan Mérey, il conte Alexander Hoyos, il principe Pietro Lanza di Scalea, la contessa Berchtold, il ministro degli Esteri italiano marchese Antonino di San Giuliano, il marchese Giovanni Visconti Venosta, il ministro degli Esteri austriaco conte Leopold Berchtold e il commendatore Giacomo De Martino.

Le complicazioni balcaniche susseguenti alla guerra italo-turca che sembravano minacciare la pace mondiale, la tensione fra Vienna e San Pietroburgo, e la pretesa della Serbia di avere accesso all'Adriatico, indebolirono Vienna e incoraggiarono il ministro degli Esteri Antonino di San Giuliano a chiedere agli alleati il riconoscimento della posizione italiana acquisita in Libia. Considerata anche l'avanzata serba a seguito della prima guerra balcanica e il pericolo risultante per la stabilità dell'Impero austriaco, l'omologo di San Giuliano, il ministro austriaco Leopold Berchtold, non poté rifiutare la proposta italiana: al testo del trattato fu aggiunto un protocollo che sanciva il riconoscimento della «sovranità dell'Italia sulla Tripolitania e sulla Cirenaica». La firma del quinto rinnovo ebbe luogo a Vienna il 5 dicembre 1912.

## Le prove generali del 1913
Triplice alleanza
     Triplice intesa
     Paesi amici della Russia

La situazione europea alla vigilia della prima guerra mondiale:
Triplice alleanza
Triplice intesa
Paesi amici della Russia

In occasione della seconda guerra balcanica, nel luglio 1913, l'Austria avanzò l'ipotesi di attaccare la Serbia che stava ottenendo successi militari contro la Bulgaria. Il ministro San Giuliano, il 12 luglio, fece notare all'ambasciatore austriaco Kajetan Mérey che l'eventuale azione dell'Austria contro la Serbia non sarebbe stata definita come difensiva, né era contemplata dal trattato della Triplice. Di conseguenza l'Italia non sarebbe scesa in guerra al fianco dell'alleata. Mérey rispose che il linguaggio di San Giuliano confermava il dubbio di quelli che in Austria credevano che l'Italia si riservava di interpretare il trattato secondo i suoi interessi diretti.
Nell'ottobre dello stesso 1913, invece, quando l'Austria mandò un ultimatum alla Serbia affinché abbandonasse l'Albania settentrionale, San Giuliano fece capire a Vienna che l'Italia si sarebbe schierata al fianco dell'Austria se avesse attaccato la Serbia, anche in caso di guerra contro la Russia. L'apparente contraddizione con la situazione di luglio è spiegata dal fatto che la Serbia attentava ora all'Albania, una creatura politica nata sotto l'egida di Roma e Vienna. In questo caso non solo erano minacciati gli interessi austriaci, per la posizione strategica dell'Albania all'imbocco dell'Adriatico, ma per lo stesso motivo lo erano anche quelli italiani: da qui l'attivazione del casus foederis.

## La fine della Triplice alleanza
San Giuliano, benché triplicista, era anche convinto sostenitore della liberazione delle terre a maggioranza italiana sotto il dominio austriaco, e spinse l'Italia verso la sfera politica della Triplice intesa. Il 3 agosto 1914, allo scoppio della prima guerra mondiale, San Giuliano proclamò  la neutralità dell'Italia in virtù dell'articolo 4 dell'alleanza che esonerava dall'intervenire nel caso una delle parti avesse dichiarato guerra ad una quarta potenza. Inoltre, la mancanza di un accordo preliminare, previsto dall'articolo 7 nel caso di intervento di Austria o Italia nei Balcani, poneva Vienna in una situazione di difetto di fronte a Roma.
Succedette a San Giuliano (morto il 13 ottobre 1914), Sidney Sonnino che, assieme al Presidente del consiglio Antonio Salandra gestì tutta la fase degli accordi con le potenze dell'Intesa sui compensi all'Italia in caso di un suo attacco all'Austria. Al termine di questi accordi, culminati nel patto di Londra del 26 aprile 1915, il 4 maggio Sonnino trasmetteva un telegramma a Vienna che si riassumeva in tre punti:
1. ritiro di tutte le proposte fatte dall'Italia per assicurare la propria neutralità e fine dei negoziati;
2. denuncia della Triplice alleanza, che così terminava il suo lungo e travagliato percorso;
3. affermazione della libertà d'azione dell'Italia.

La denuncia del trattato della Triplice Alleanza verrà reso noto l'8 maggio 1915.
Sedici giorni dopo, le truppe italiane varcavano la frontiera facendo entrare l'Italia nella prima guerra mondiale.